# Partialsynthese
Unter einer Partialsynthese, auch Semisynthese oder Teilsynthese, versteht man in der organischen Chemie eine Kombination chemischer und biochemischer Syntheseverfahren. Dabei kann weiter unterschieden werden in die Synthese eines Zwischenproduktes, welches über eine bereits bekannte Syntheseroute zu einer Zielverbindung führt, oder die Überführung einer komplexen Verbindung, in der Regel eines Naturstoffes – isoliert aus natürlichem Material (beispielsweise Bakterien, Pilzen, Pflanzen oder Zellkulturen) – als Edukt (Ausgangsstoff) zu einer Zielverbindung. Diese natürlichen Biomoleküle besitzen oft eine komplexe molekulare Struktur. Derartig komplizierte Strukturen sind totalsynthetisch, ausgehend von preiswerten meist petrochemischen Startmaterialien, nicht oder nur unter erheblichem Aufwand und über viele Synthesestufen zugänglich.

## Beispiel: Partialsynthese von Diacetylmorphin

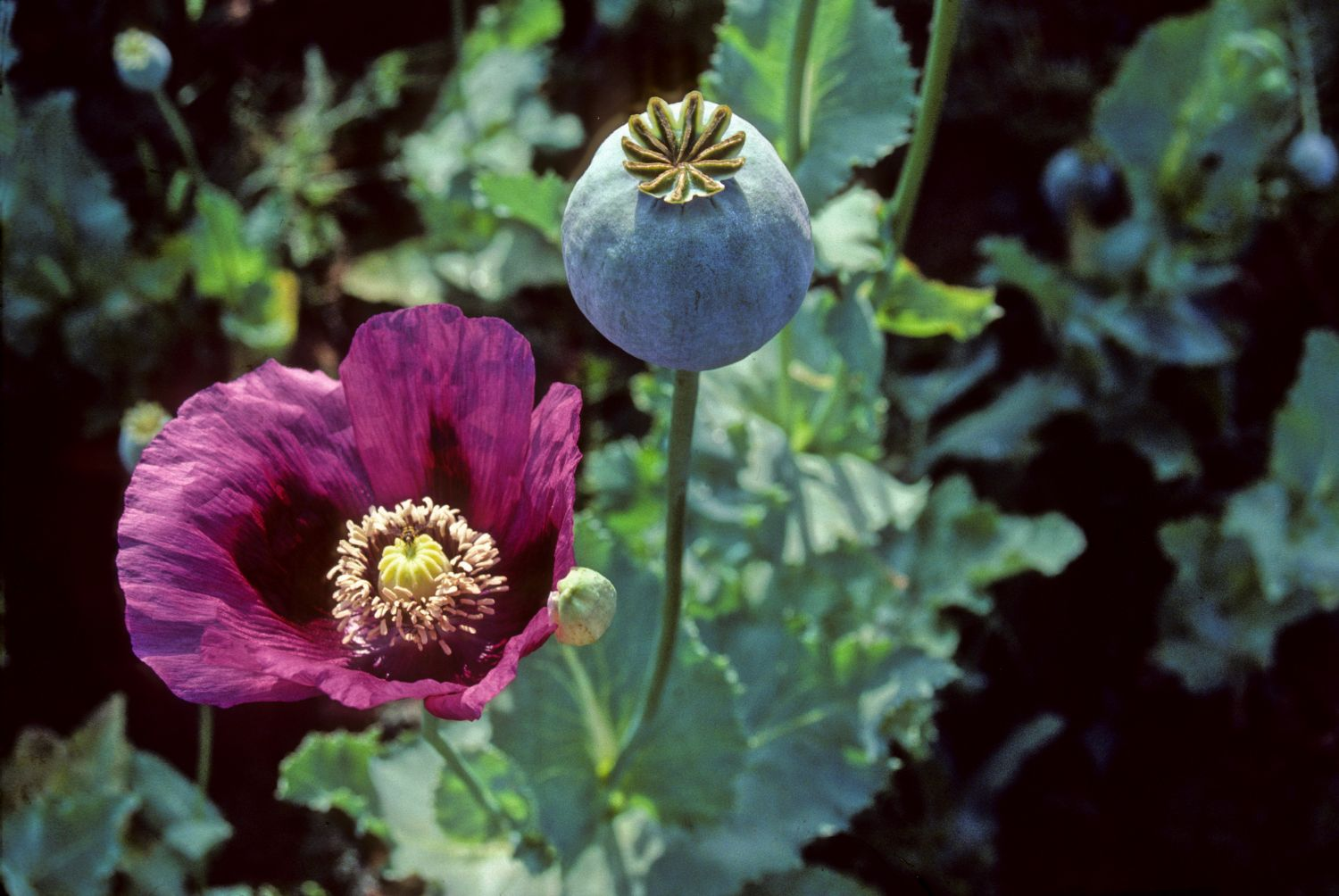
1. Wachstum einer Mohnpflanze
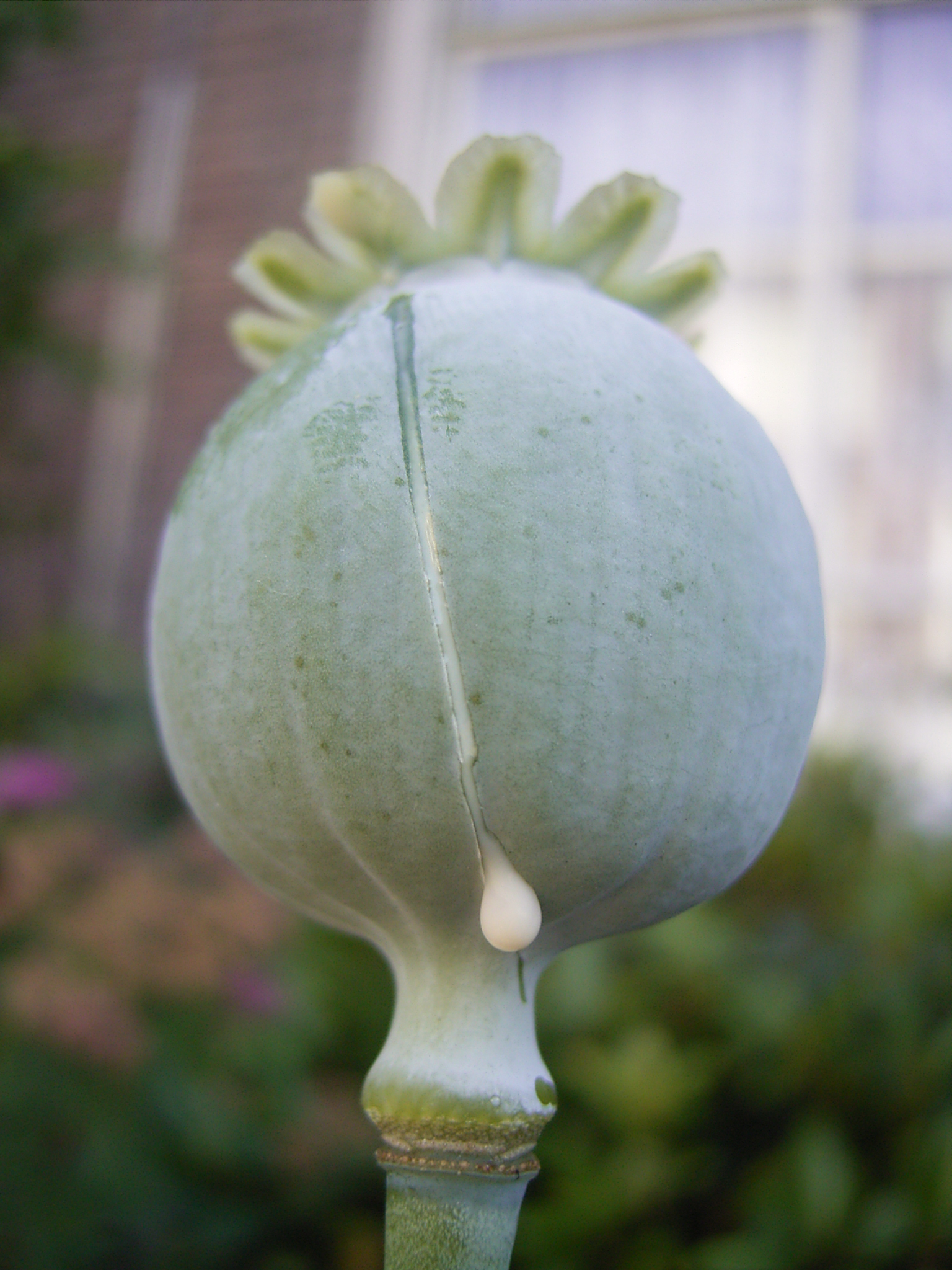
2. Gewinnung des Milchsaftes einer Mohnpflanze
3. Isolation des Morphins aus dem Milchsaft
4. Acetylierung des Morphins zum Diacetylmorphin
5. Das Endprodukt Heroin (= Diacetylmorphin)

## Intentionen
Mithilfe der Partialsynthese kann in einem einfachen Verfahren verschiedene Varianten komplexer Moleküle hergestellt werden. So können die semisynthetisch veränderten Moleküle eine bessere biologische Aktivität oder auch eine höhere Stabilität besitzen. Da die entstandenen Moleküle meist in der Pharmazie verwendet werden, kann eine Optimierung der Löslichkeit, Bioverfügbarkeit oder Metabolisierung von Vorteil sein. Außerdem kann die Partialsynthese eingesetzt werden, wenn vom eigentlichen Produzenten der Naturstoff nicht in hinreichenden Mengen gewonnen werden kann. Dies ist zum Beispiel bei der Produktion von Paclitaxel bei der Krebstherapie der Fall. Dieses Medikament kommt nur zu 0,01–0,33 % in der Rinde der Pazifischen Eibe vor, jedoch werden für die Behandlung größere Mengen benötigt.

## Partialsynthese bei Antibiotika
Semisynthetisch erzeugte Stoffe übertreffen teilweise den Naturstoff hinsichtlich Wirksamkeit, Sicherheit oder Stabilität, z. B. in der Herstellung von Arzneistoffen. So sind natürlich vorkommende Cephalosporine zu schwach antibiotisch wirksam, durch enzymatische Verseifung wird deshalb aus Cephalosporin C 7-Aminocephalosporansäure (kurz 7-ACA) hergestellt, aus der dann durch Partialsynthese (Acylierung der Aminofunktion) die stärker wirksamen semisynthetischen  Antibiotika Cefaloridin, Cefalotin, Cefaflexin und Cefrodin hergestellt werden.
Nicht nur Cephalosporine werden mithilfe der Semisynthese hergestellt, sondern auch weitere Antibiotika wie das Amoxicillin. Dessen Darstellung ähnelt der von Cephalosporinen, da hierbei aus Penicillin G 6-Aminopenicillinsäure (kurz 6-APA) hergestellt wird, aus der dann durch Partialsynthese das semisynthesische Amoxicillin gewonnen wird.
Weitere semisynthetisch gewonnene Antibiotika sind zum Beispiel:
- Azithromycin, welches stabiler als der Ausgangsstoff Erythromycin ist.
- Artemisinin für die Therapie von Malaria.[1]

## Schmerzmittel
Auch manche Schmerzmittel wie Heroin und Codein werden semisynthetisch hergestellt. Dabei wird Morphin aus dem Extrakt verschiedener Papaver-Arten gewonnen. Das so gewonnene Morphin wird dann semisynthetisch zu den Morphinderivaten Heroin und Codein weiterverarbeitet. Weitere semisynthetisch hergestellte Opioide zur Behandlung von Schmerzen sind Hydromorphon, Buprenorphin, Hydrocodon und Oxycodon.

Heroin
Codein
Hydromorphon
Buprenorphin
Hydrocodon
Oxycodon
ASS

Das bekannte Schmerzmittel Acetylsalicylsäure (ASS) kann semisynthetisch aus dem Extrakt der Weidenrinde (enthält Salicylsäure) erzeugt werden. Da  Salicylsäure jedoch technisch aus Phenol durch eine chemische Synthese erzeugt wird, ist die Semisynthese von  Acetylsalicylsäure ohne praktische Bedeutung.